# Sri Basuki
Sri Basuki is een bestuurslaag in het regentschap Lampung Timur van de provincie Lampung, Indonesië. Sri Basuki telt 1996 inwoners (volkstelling 2010).